# 1Ł220U Zoopark-2
1Ł220U Zoopark-2 (ukr. 1Л220У «Зоопарк-2») – radar artyleryjski wykorzystywany przez Siły Zbrojne Ukrainy.

## Historia
Rada Ministrów ZSRR zlecając 5 lipca 1981 r. opracowanie radaru 1Ł219 Zoopark-1 zarządziła prowadzenie równolegle prac nad stacją o lepszych parametrach oznaczoną jako 1Ł220 w Instytucie Badawczym Strieła w Tule, (RFSRR) i przez Przedsiębiorstwo Badawczo-Produkcyjne NPK Iskra (ros. НПК «Искра») w Zaporożu (USRR).
W 1984 r. podjęta została decyzja o unifikacji elementów wykorzystywanych w projektach 1Ł219 i 1Ł220. Dlatego też zakładom Iskra zlecono opracowanie dla obu stacji anteny oraz aparatury elektronicznej odpowiedzialnej za obróbkę sygnału. W trakcie prac stwierdzono, że radar 1Ł220 wymaga innej anteny, co spowodowało wzrost jego rozmiarów i masy. Te zmiany wymusiły rezygnację z podwozia transportera MT-LBu na rzecz nowego nadwozia oznaczonego GM-5955, które było pochodną konstrukcji używanych w zestawach przeciwlotniczych 9K37 Buk i 2K22 Tunguska. Przednia część nadwozia została skopiowana z Buka, kadłub został wydłużony i dodano siódmą parę kół nośnych. Miejsca operatorów radaru umieszczono po prawej stronie kadłuba. Rozpad Związku Radzieckiego w 1992 spowodował przerwanie prac nad konstrukcją 1Ł220.
Projekt został wznowiony po 1992 r. jako 1Ł220U przez Ukrainę, która umieściła radiolokator w swojej ofercie eksportowej. W tej wersji pojazd ma masę 39 500 kg, długość 9214 mm, szerokość 3250 mm i wysokość 3350 mm. Obsługę stanowi trzech żołnierzy, którzy przygotowują radar do pracy w ciągu 5 minut i w ciągu 3 minut przygotowują go do wymarszu. W konstrukcji wprowadzono istotne zmiany: zastosowano nowocześniejsze elementy wyposażenia elektronicznego tj. ekrany ciekłokrystaliczne i moduły nawigacji bezwładnościowej. Próby państwowe trwały kilka lat, w 2003 r. oficjalnie przyjęto radar na uzbrojenie Sił Zbrojnych Ukrainy. Po kilku latach pojawił się projekt rozwojowy stacji oznaczony 1Ł220U-KS montowanej na naczepie KrAZ H251N2 holowanej przez ciągnik KrAZ-62221. W wersji holowanej miejsca operatorów znajdują się w kabinie zamontowanej na nadwoziu samochodu ciężarowego KrAZ-6322 towarzyszącego radarowi. W 2018 r. wersja kołowa radaru została zaprezentowana na wystawie sprzętu wojskowego w Diewiczkach.
Wersją rozwojową systemu ma być 1Ł221E (ukr. 1Л221Е), który jest projektowany na podwoziu terenowym KrAZ-7634NE o układzie kół 8 x 8.

## Przeznaczenie
Radar 1Ł220U jest przeznaczony do rozpoznania stanowisk ogniowych wroga (pozycje wyrzutni MLRS, artylerii i moździerzy, wyrzutni rakiet taktycznych i systemów obrony powietrznej itp.), obliczania trajektorii pocisków, korygowania ognia własnej artylerii oraz śledzenia przestrzeni powietrznej i kontroli nad bezzałogowymi statkami powietrznymi. Możliwości systemu pozwalają na wykrywanie 50 stanowisk ogniowych przeciwnika na minutę. Informacje są przekazywane automatycznie do stanowiska dowodzenia w czasie rzeczywistym. Wykonuje zadania dla szczebla armijnego, na rzecz brygad lub dywizji artylerii funkcjonujących na szczeblu korpusu lub armii. Założono, że radar będzie współpracował z armatami samobieżnymi 2S7 Pion oraz z systemem artylerii rakietowej BM-30 Smiercz.
Radar ma możliwość wykrywania pocisków artyleryjskich kalibru 152 mm z odległości 20–25 km, pocisków moździerzowych kalibru 82–120 mm z odległości 25–30 km, pocisków z wieloprowadnicowych wyrzutni rakietowych z odległości 21–40 km oraz taktycznych pocisków rakietowych z odległości 80 km. Zastosowanie radaru 1Ł220U, w porównaniu do dotychczas wykorzystywanych systemów, zwiększa strefy rozpoznania o 800–1000%, pozwala na znaczne skrócenie czasu spędzanego na wykonywaniu misji ogniowych, zmniejszenia zużycie amunicji oraz pozwala na tworzenie ogniowych zespołów rozpoznawczo-uderzeniowych.